# Slatina (Teslić)
Slatina (szerbül: Слатина), település Bosznia-Hercegovinában, a Szerb Köztársaságban, Teslić községben.

## Fekvése
A település Bosznia-Hercegovina középső részének északi szélén, Dobojtól légvonalban 29, közúton 41 km-re délnyugatra, községközpontjától légvonalban 10, közúton 15 km-re délre, a Velika Usora két partján, a Brusna-patak torkolatánál, 270-570 méteres magasságban található. A Velika Usorán itt híd ível át. A település egyes keleti és déli részei felnyúlnak a Mahnjača-hegység északnyugati nyúlványaira is. Slatina az Usora-folyó középső folyásánál található, amely az Oćauš-hegység alatt ered, átfolyik Teslićen, mielőtt Doboj közelében a Bosznába ömlik. Az Usora folyó és mellékfolyói körüli területet egyszerűen Usorának nevezik.

## Népessége
| Nemzetiségi csoport | Népesség 1991 | Népesség 2013 |
| ------------------- | ------------- | ------------- |
| Szerb               | 11            | 2             |
| Bosnyák             | 4             | 0             |
| Horvát              | 1113          | 137           |
| Jugoszláv           | 7             | 0             |
| Egyéb               | 8             | 27            |
| Összesen            | 1143          | 166           |

## Története
A falu története szorosan kapcsolódik a közeli Crni Rijeka, Studenci és Komušina horvát településekhez. Együtt alkották egykor a középkori Kuzmadanj katolikus plébániáját (a plébánia központja az akkori Studenac területén volt). A kuzmadanji plébánia első említése a kolostorok és plébániák 1623-as jegyzékében található, amelyet Bazilije Pandžić szerzetes tett közzé. A plébániát ekkor a Kraljeva Sutjeska kolostor plébániájaként emlegették. Egy másik, 1655-ös jelentésben, amelyet Maravić püspök küldött Rómába, megemlítik, hogy Kuzmadanj a Sutješća kolostor körzetében található. 1675-ös jelentésében Nikola Olovčić-Ogramić püspök is azt írja, hogy személyesen járt Kuzmadanjban. 1637-től megvan a kuzmadanji, majd komušinai szolgálatában álló papok és lelkészek névsora is.
A horvát lakosságú település 1878-ig tartozott az Oszmán Birodalomhoz, ekkor a berlini kongresszus határozata alapján az Osztrák-Magyar Monarchia része lett. A monarchia szétesésével 1918-ban előbb a Szerb-Horvát-Szlovén Királyság, majd 1929-től a Jugoszláv Királyság része lett. Az 1929-es törvény értelmében, amikor Bosznia-Hercegovinát négy banovinára, Drinskára, Vrbaskára, Zetskára és Primorskára osztották, a település a Vrbaska banovina része lett, amelynek székhelye Banja Luka volt. 
Jugoszlávia megszállása után a Független Horvát Állam (NDH) része lett. A második világháború után 1992-ig a település a szocialista Jugoszlávia keretében a Bosznia-Hercegovinai Népköztársaság része volt. A boszniai háborúban Slatina is teljesen elpusztult. A daytoni egyezmény aláírása után a település Teslić község részeként a Szerb Köztársaság területéhez került. 

## Nevezetességei
Szent Antal tiszteletére szentelt temetőkápolnája.